# Berilonita
La berilonita es un mineral de la clase de los minerales fosfatos. Fue descubierta en 1888 en varias localizaciones de Stoneham, en el estado de Maine (Estados Unidos), siendo nombrada así por su composición conteniendo berilio.

## Características químicas
Es un fosfato anhidro de sodio y berilio, sin aniones adicionales. Se altera transformándose en herderita (CaBePO4(F,OH)).
 Isoestructural con la esperita (Ca3PbZn4(SiO4)4).

## Formación y yacimientos
Se forma como raro mineral secundario, en rocas pegmatitas de tipo granito y alcalinas.
Suele encontrarse asociado a otros minerales como: herderita, triplita, berilo, apatito, casiterita, columbita, eosforita, morinita, väyrynenita, litiofilita, elbaíta, polucita, petalita, lepidolita, albita, ortoclasa o cuarzo.

## Usos
Algunos ejemplares transparente pueden ser tallados y empleados como gemas en joyería.